# Naasón
Naasón (hebreo:  נַחְשׁוֹן) o Naasón ben ʿ Amminadabh (נחשון בן עמינדב; "Naasón hijo de Aminadav") era, según el Libro del Éxodo, hijo de Aminadab, descendiente de la quinta Generación de Judá, cuñado de Aarón y una figura importante en el cruce del Mar Rojo ya que, según el Midrash judío, se internó primero en el mar, avanzando en lo profundo, hasta que se produjo su división. Popularmente, en el lenguaje Yiddish la expresión "ser un Naasón", significa "ser un iniciador".

## Datos bíblicos
Naasón, según Números 01:07, tiene por lo menos 20 años de edad al realizarse el censo en el Sinaí, a principios de El Éxodo. Siguiendo la misma cuenta de El Éxodo, Naasón no sobrevivió a la estancia de cuarenta años en el desierto antes de entrar en la Tierra Prometida.
Naasón fue nombrado por Moisés, por el mandamiento de Dios, como príncipe y jefe militar de la tribu de Judá (Números 02:03; 10:14), y aunque su tribu fue cuarta en el orden de los Patriarcas, en la dedicación del tabernáculo fue el primero en traer su ofrenda dedicatoria. Naasón fue, a través de Boaz, el antepasado del rey David.
Naasón también se menciona en el Nuevo Testamento griego en la genealogía de Jesús de Nazaret, el Mesías (Mateo 01:04 y Lucas 03:32).

## En la literatura rabínica
Debido a su descendencia directa de Judá y por ser el progenitor de tantos reyes, Naasón es alabado por el rabino como un hombre más noble. La hermana de Naasón, Eliseba se casó con Aarón, y esto es especialmente mencionado como una guía de que uno debe ser cuidadoso para seleccionar una esposa cuyos hermanos sean nobles. El Midrash relata que durante el Éxodo, cuando los israelitas llegaron al Mar Rojo, éste no se separó automáticamente. Los israelitas se situaron en la orilla del mar y gimieron con desesperación, pero Naasón entró en las aguas. Cuando el agua llegó a su nariz, el mar se separó. Este es el origen de su nombre "Nahshol" = "olas de mar tormentoso". Es en virtud de sus acciones que él fue elegido para ser el primero en traer la ofrenda dedicatoria. Naasón fue un modelo de príncipe, y fue llamado "el rey". Cuando se pidió a los jefes de las diferentes tribus traer sus ofrendas, cada uno en un día diferente, Moisés se sintió avergonzado, sin saber quién debía ser el primero, pero todo Israel señaló a Naasón, diciendo: "Él santificó el nombre de Dios lanzándose primero en el Mar Rojo, que es digno de derrocar al Shekhinah, por lo que será el primero en llevar la ofrenda". La ofrenda de Naasón se señaló como suya y no de su tribu.  En el conteo de su ofrenda las palabras Va'korbano ("y su sacrificio") y Etodim tienen una ו, mientras que las mismas palabras en la cuenta de las ofrendas de los otros príncipes no la tienen. Esta letra,ו, significa el valor numérico seis, indicando que Naasón fue el antepasado de seis hombres - David, el Mesías, Daniel, Ananías, Misael y Azarías - cada uno de los cuales fue distinguido por seis cualidades loables.